# Hermann Hänggi
Hermann Hänggi (Burgdorf, 15 oktober 1894 - Mümliswil-Ramiswil, 21 november 1978) was een Zwitsers turner.  
Hänggi nam deel aan de Olympische Zomerspelen 1928 en won daar de gouden medaille in de landenwedstrijd en op het paard voltige en de zilveren medaille in de meerkamp achter zijn landgenoot Georges Miez en de bronzen medaille aan de brug. 

## Resultaten

### Olympische Zomerspelen
| Jaar | Plaats    | Resultaten |
| ---- | --------- | --- |
| 1928 | Amsterdam | op het paard voltige in de landenwedstrijd in de meerkamp aan de brug 4e aan de rekstok 18de op sprong 36e aan de ringen |

1896: Louis Zutter ·
1904: Anton Heida ·
1924: Josef Wilhelm ·
1928: Hermann Hänggi ·
1932: István Pelle ·
1936: Konrad Frey ·
1948: Paavo Aaltonen, Veikko Huhtanen, Heikki Savolainen ·
1952: Viktor Tsjoekarin ·
1956: Boris Sjachlin ·
1960: Eugen Ekman, Boris Sjachlin ·
1964: Miroslav Cerar ·
1968: Miroslav Cerar ·
1972: Viktor Klimenko ·
1976: Zoltán Magyar ·
1980: Zoltán Magyar ·
1984: Li Ning, Peter Vidmar ·
1988: Dmitri Bilozertsjev, Zsolt Borkai, Ljoebomir Geraskov ·
1992: Pae Gil-su, Vitali Tsjerbo ·
1996: Donghua Li ·
2000: Marius Urzică ·
2004: Teng Haibin ·
2008: Xiao Qin · 
2012: Krisztián Berki · 
2016: Max Whitlock · 
2020: Max Whitlock · 
2024: Rhys McClenaghan
1904: Grieb, Hess, Heida, Kassell, Lenhart, Reckeweg ·
1908: Åsbrink, Bertilsson, Cedercrona, Cervin, Degermark, Folcker, Forssman, Granfelt, Hårleman, Hellsten, Höjer, Holmberg, Holmberg, Holmberg, Jahnke, Jarlén, Johnsson, Johnsson, von Kantzow, Landberg, Lanner, Ljung, Moberg, Norberg, Norberg, Norberg, Norling, Norling, Olson, Peterson, Rosén, Rosenquist, Sjöblom, Sörvik, Sörvik, Svensson, Vingqvist, Widforss ·
1912: Bianchi, Boni, Braglia, Domenichelli, Fregosi, Gollini, Loi, Maiocco, Mangiante, Mangiante, Mazzarocchi, Romano, Salvi, Savorini, Tunesi, Zampori, Zanolini, Zorzi ·
1920: Andreoli, Bellotto, Bianchi, Bonatti, Cambiaso, Contessi, Costigliolo, Costigliolo, Domenichelli, Ferrari, Fregosi, Ghiglione, Levati, Loi, Lucchetti, Maiocco, Mandrini, Mangiante, Marovelli, Mastromarino, Paris, Pastorini, Roselli, Salvi, Tubino, Zampori, Zorzi ·
1924: Cambiaso, Lertora, Lucchetti, Maiocco, Mandrini, Martino, Paris, Zampori ·
1928: Grieder, Güttinger, Hänggi, Mack, Miez, Pfister, Steinemann, Wezel ·
1932: Capuzzo, Guglielmetti, Lertora, Neri, Tognini ·
1936: Beckert, Frey, Schwarzmann, Stadel, Stangl, Steffens, Volz, Winter ·
1948: Aaltonen, Huhtanen, Laitinen, Rove, Saarvala, Salmi, Savolainen, Teräsvirta ·
1952: Beljakov, Berdijev, Korolkov, Leonkin, Moeratov, Perelman, Sjaginjan, Tsjoekarin ·
1956: Azarjan, Moeratov, Sjachlin, Stolbov, Titov, Tsjoekarin ·
1960: Aihara, Endo, Mitsukuri, Ono, Takemoto, Tsurumi ·
1964: Endo, Hayata, Mitsukuri, Ono, Tsurumi, Yamashita ·
1968: Endo, S. Kato, T. Kato, Kenmotsu, Nakayama, Tsukahara ·
1972: Kasamatsu, Kato, Kenmotsu, Nakayama, Okamura, Tsukahara ·
1976: Fujimoto, Igarashi, Kajiyama, Kato, Kenmotsu, Tsukahara ·
1980: Andrianov, Azarjan, Ditjatin, Makoets, Markelov, Tkatsjov ·
1984: Conner, Daggett, Gaylord, Hartung, Johnson, Vidmar ·
1988: Artemov, Bilozertsjev, Gogoladze, Charkow, Ljoekin, Novikov ·
1992: Belenki, Korobtsjinski, Misjoetin, Sjaripov, Tsjerbo, Voropajev ·
1996: Sergei Charkow, Krjoekov, Nemov, Podgorny, Troesj, Vasilenko, Voropajev ·
2000: Huang, Li, Xiao, Xing, Yang, Zheng ·
2004: Kashima, Mizutori, Nakano, Tomita, Tsukahara, Yoneda ·
2008: Chen, Huang, Li, Xiao, Yang, Zou ·
2012: Chen, Feng, Guo, Zhang, Zou ·
2016: Katō, Shirai, Tanaka, Uchimura, Yamamuro ·
2020: Abljazin, Beljavskij, Dalalojan, Nagorny ·
2024: Hashimoto, Kaya, Oka, Sugino, Tanigawa